# Iodid
En iodid-ion er ionen I−. Forbindelser med jod i det formelle oxidationstrin −1 kaldes iodider. I dagligdagsliv ses iodid normalt som en bestanddel i jodsalt, som mange regeringer kræver. På verdensplan lider to milliarder mennesker af jodmangel, og det er den største forebyggelige årsag til udviklingshæmning.

## Fodnoter
1. ↑  Greenwood, Norman N.; Earnshaw, A. (1997), Chemistry of the Elements (engelsk) (2nd udgave), Oxford: Butterworth-Heinemann, ISBN 0-7506-3365-4{{citation}}:  CS1-vedligeholdelse: Flere navne: authors list (link)
2. ↑  McNeil, Donald G. Jr (2006-12-16). "In Raising the World's I.Q., the Secret's in the Salt". New York Times. Hentet 2008-12-04.